# Lagarde (Gers)
Lagarde oder Lagarde-Fimarcon ist eine französische Gemeinde mit 123 Einwohnern (Stand 1. Januar 2022) im Département Gers in der Region Okzitanien (vor 2016: Midi-Pyrénées). Die Gemeinde gehört zum Arrondissement Condom und zum Kanton Lectoure-Lomagne.
Die Einwohner werden Lagardais und Lagardaises genannt.

## Geographie
Lagarde liegt circa 15 Kilometer östlich von Condom in der historischen Provinz Armagnac am nördlichen Rand des Départements.
Umgeben wird Lagarde von den fünf Nachbargemeinden:
|           | Larroque-Engalin                            | Saint-Martin-de-Goyne |
| La Romieu | Kompassrose, die auf Nachbargemeinden zeigt | Lectoure              |
|           | Marsolan                                    |                       |

### Gewässer
Lagarde liegt im Einzugsgebiet des Flusses Garonne.
Die Auchie, ein linker Nebenfluss des Gers, durchquert das Gebiet der Gemeinde zusammen mit ihrem Nebenfluss, dem Ruisseau de Sans. Außerdem entspringt der Ruisseau de l’Artigue, an seinem Oberlauf auch Ruisseau de la Borde Neuve genannt, in Lagarde.

## Einwohnerentwicklung
Nach Beginn der Aufzeichnungen stieg die Einwohnerzahl bis zu Beginn des 19. Jahrhunderts auf einen Höchststand von rund 540. In der Folgezeit sank die Größe der Gemeinde bei zwischenzeitlichen Erholungsphasen bis heute.
| Jahr      | 1962 | 1968 | 1975 | 1982 | 1990 | 1999 | 2006 | 2011 | 2022 |
| --------- | ---- | ---- | ---- | ---- | ---- | ---- | ---- | ---- | ---- |
| Einwohner | 223  | 200  | 141  | 148  | 165  | 132  | 130  | 118  | 123  |

## Sehenswürdigkeiten
- Pfarrkirche Saint-Martin, Monument historique
- Schloss Fimarcon, Monument historique

## Wirtschaft und Infrastruktur
Die Wirtschaft der Gemeinde ist überwiegend landwirtschaftlich orientiert.
Lagarde liegt in den Zonen AOC
- des Armagnacs (Armagnac, Bas-Armagnac, Haut-Armagnac, Armagnac-Ténarèze und Blanche Armagnac) und
- des Likörweins Floc de Gascogne (blanc, rosé).[5]

### Verkehr
Lagarde ist über die Routes départementales 36 und 219 erreichbar.